# Thorning Sogn
Thorning Sogn er et sogn i Ikast-Brande Provsti (Viborg Stift).
I 1800-tallet var Lysgård Sogn anneks til Thorning Sogn. Begge sogne hørte til Lysgård Herred i Viborg Amt. Trods annekteringen var de to selvstændige sognekommuner. Lysgård kom med i Ravnsbjerg Samlingskommune (1966-1970), som ved kommunalreformen i 1970 blev indlemmet i Viborg Kommune. Thorning blev ved kommunalreformen indlemmet i Kjellerup Kommune, som ved strukturreformen i 2007 indgik i Silkeborg Kommune. 
I Thorning Sogn ligger Thorning Kirke. 
I sognet findes følgende autoriserede stednavne:
- Bækgårdsmark (bebyggelse)
  - Kong Knaps Dige
- Bøgild (bebyggelse)
- Gammel Frederiksmose (areal)
- Grønbjerg (bebyggelse)
- Gråe (bebyggelse)
- Grågårde (bebyggelse, ejerlav)
- Gråhede (areal)
  - Se også Slaget på Grathe Hede
- Gråmose (bebyggelse, ejerlav)
- Gråskov (bebyggelse, ejerlav)
- Impgårde (bebyggelse, ejerlav)
- Knudstrup Hede (bebyggelse)
- Kompedal Plantage (areal)
- Malling Huse (bebyggelse)
- Neder Kærsholm (bebyggelse, ejerlav)
- Nipgård Sø (vandareal)
- Nørhede (bebyggelse)
- Nørre Knudstrup (bebyggelse, ejerlav)
- Oddermark (bebyggelse, ejerlav)
- Oustrup (bebyggelse)
  - Oustruplund tidligere Bøgildgård opdragelsesanstalt, i dag et institutionstilbud til unge med psykiske og/eller sociale problemer
- Over Kærsholm (bebyggelse, ejerlav)
- Ravnholt (bebyggelse, ejerlav)
- Ravnholt Hede (bebyggelse)
- Skræ (bebyggelse, ejerlav)
- Stenrøgel (bebyggelse, ejerlav)
- Sønder Knudstrup (bebyggelse, ejerlav)
- Thorning (bebyggelse, ejerlav)
  - I Thorning ligger Blicheregnens museum
- Thorning Nørremark (bebyggelse)
- Thorning Overby (bebyggelse)
- Thorning Vestermark (bebyggelse)
- Thorningskov (bebyggelse)
- Ulvedal Plantage (areal)
- Ungstrup (bebyggelse, ejerlav)
- Vattrup (bebyggelse, ejerlav)